# Кириакия Никомидийская
Кириаки́я Никомиди́йская (греч. Κυριακή εκ της Νικομήδειας, также известная как Свята́я Неде́ля, болг. Света Неделя, серб. Света Недеља; ум. ок. 303 года) — раннехристианская святая мученица. В Православной церкви её память совершается 7 (20) июля.
Согласно житию, родилась в христианской семье в Малой Азии. Её родители Дорофей и Евсевия долгое время были бездетными и назвали родившуюся по их молитвам дочь Кириакией, что по гречески означает «Господня, Господу принадлежащая».
Во время великого гонения при императоре Диоклетиане Кириакию разлучили с родителями и отправили на суд в Никомедию к цезарю Максимиану Галерию. Была подвергнута пыткам (житие называет в их числе раскалённую сковороду, диких зверей, которые не причинили ей вреда).
Кириакии был вынесен смертный приговор, который не смогли привести в исполнение, так как после его провозглашения святая, помолившись, мирно скончалась.